# Karl Bengtsson
Ej att förväxla med arkitekten Karl M. Bengtson (1878–1935)
Karl Fredrik Bengtsson, född 30 oktober 1916 i Skogstorp, Stafsinge socken, Halland, död 24 januari 2013 i Varberg, var en svensk skräddare, verkmästare och politiker (folkpartist). Han var stadsfullmäktiges siste ordförande i Varberg 1967–1970, samt riksdagsledamot, ledamot av försvarsutskottet 1971–1979 och ledamot av försvarsberedningen.

## Biografi
Karl Bengtssons föräldrar hade före hans födsel varit i USA, och där bland annat fött hans äldre bror. De återvände också dit efter att han blivit född, och kom att stanna där tills han var fem år. Redan från de yngre tonåren var Karl aktiv i nykterhetsrörelsen. Han utbildade sig till skräddare och kom tidigt att sy kostymer för officerare. Som sjuttonåring kom Bengtsson att mönstra på M/S Kungsholm, och arbetade där under ett antal månader som skräddare för Svenska Amerika Linien. I början av 1940-talet blev Bengtsson verkmästare vid Robsmans konfektionsfabrik, vilken först låg i Ullared och senare i Varberg.
Karl Bengtsson var ordförande i Varbergs stadsfullmäktige, från 1967 fram till kommunsammanslagningen 1970. Han satt 9 år i riksdagen. Under den tiden var han ledamot av försvarsutskottet, där inte bara det militära försvaret aktualiserades, utan också det ekonomiska försvaret, civilförsvaret och det psykologiska försvaret. Utöver detta satt Bengtsson med i försörjningsutredningen. Bengtsson satt även med i 1974 års försvarsutredning (Fö 1974:04). Utredningen tillsattes den 25 oktober 1974 för att utreda totalförsvarets fortsatta utveckling, med mera. Han inbjöds även till Försvarshögskolan för utbildning, och blev i samband med det ständig medlem vid skolan.
År 1979 satte en hjärtinfarkt punkt för Bengtssons politiska karriär. Därefter har han dock fört ett aktivt föreningsliv, och var bland annat en av grundarna till Hembygdsföreningen Gamla Varberg.
Han var gift med Elsa Bengtsson (1918–2008) till hennes bortgång, och de fick två barn tillsammans. Makarna är begravda på Östra kyrkogården, Varberg.